# Etilene vinil acetato
L'etilene vinil acetato (spesso indicato con la sigla EVA) è una materia plastica copolimerica di etilene e acetato di vinile. È utilizzato per realizzare prodotti particolarmente flessibili ed elastici.

## Utilizzo
Trova impiego industriale nella modifica delle proprietà elastiche del bitume.
Nella produzione di pannelli solari fotovoltaici vengono usati fogli di EVA per sigillare il tutto. Le celle, assemblate in stringhe e connesse in serie, vengono racchiuse fra due fogli di EVA a formare una sorta di sandwich; poi il pannello solare fotovoltaico, ancora diviso in molti strati: vetro + EVA + celle + EVA + foglio posteriore (back sheet), viene sottoposto ad un processo di laminazione sottovuoto, che portando l'EVA a temperature superiori a 150 °C per tempi di circa 10 minuti, permette la polimerizzazione dell'EVA e incapsula ed isola il tutto dall'aria, garantendo così un tempo di vita molto lungo.
L’EVA espanso è inattaccabile da funghi e batteri, anallergico e atossico, per tutte queste proprietà viene ampiamente utilizzato nella produzione di giochi colorati per bambini (strutture tridimensionali o tappetini da gioco componibili), negli imballaggi di prodotti di pregio, nella realizzazione di tappeti o accessori per palestre e piscine, o ancora come materia prima dei sandali colorati o intersuole per scarpe sportive. In queste ultime l'EVA è usato per la parte ammortizzante che può essere costituita da EVA "morbido" o EVA "duro" in base alle esigenze dell'utilizzatore e della categoria della scarpa (asfalto, sterrato, trail, ecc.). L'EVA inizia a non essere più efficace nell'ammortizzazione dopo 500 -700 km d'uso per il degrado del materiale polimerico dovuto al ripetuto sforzo meccanico, all'azione del calore, dei raggi ultravioletti e dell'ossigeno. L'EVA trova largo impiego anche allo stato vulcanizzato, specialmente come isolante per cavi elettrici.
L'EVA espanso viene spesso utilizzato anche nel campo della bigiotteria (dove è più comunemente conosciuto con i nomi gomma Crepla, gomma Eva, Fommy o Moosgummi) per creare collane, orecchini e bracciali grazie alla vastissima quantità di colori disponibili e alla facilità con la quale si può modellare il foglio di EVA.